# Naturnser Hochwart
Die Naturnser Hochwart oder einfach Hochwart (italienisch Guardia Alta, der Namenszusatz Naturnser dient zur Unterscheidung von namensgleichen Bergen) ist ein 2608 m s.l.m. hoher Berg im Zufrittkamm der Ortler-Alpen. 

## Lage und Umgebung
Die Hochwart befindet sich in Südtirol (Italien) und trennt die Vinschger Gemeinde Naturns von der Ultner St. Pankraz. Sie ist ein markanter Berg im von Südwesten nach Nordosten verlaufenden Kamm. Im Nordosten befindet sich das Naturnser Hochjoch (2474 m), das von der Hochwart durch die Nörderscharte (2372 m) getrennt wird. Folgt man dem Kamm Richtung Südwesten gelangt man zur Drei-Hirten-Spitze (2545 m) und zum Kreuzknöttler (2467 m), ehe man zum Tablander Joch (2428 m) absteigt.

## Anstiege
Der Normalweg auf den Gipfel erfolgt über den Nordostgrat von der Nörderscharte herauf und wird in der Literatur als felsig, aber unschwierig beschrieben. Die Scharte wiederum kann man über mehrere Wege vom Vinschgau oder aus Ulten herauf erreichen, am einfachsten jedoch vom durch eine Seilbahn erschlossenen Vigiljoch in den nordöstlichsten Ausläufern des Kamms. Ein weiterer Anstieg auf den Gipfel der Hochwart folgt dem Südwestgrat.